# Agón del Friul
Agón fue el duque del Friul entre 651 y 661 hasta aproximadamente 663 (algunas fuentes lo plantean tan temprano como 660). Sucedió a Grasulfo II.
Según Pablo el Diácono, existía una casa en Cividale llamada la 'Casa de Agón' que provenía de este duque. Cuando Agón murió, fue sucedido por Lupo.